# Kolozstótfalui régi görögkatolikus fatemplom

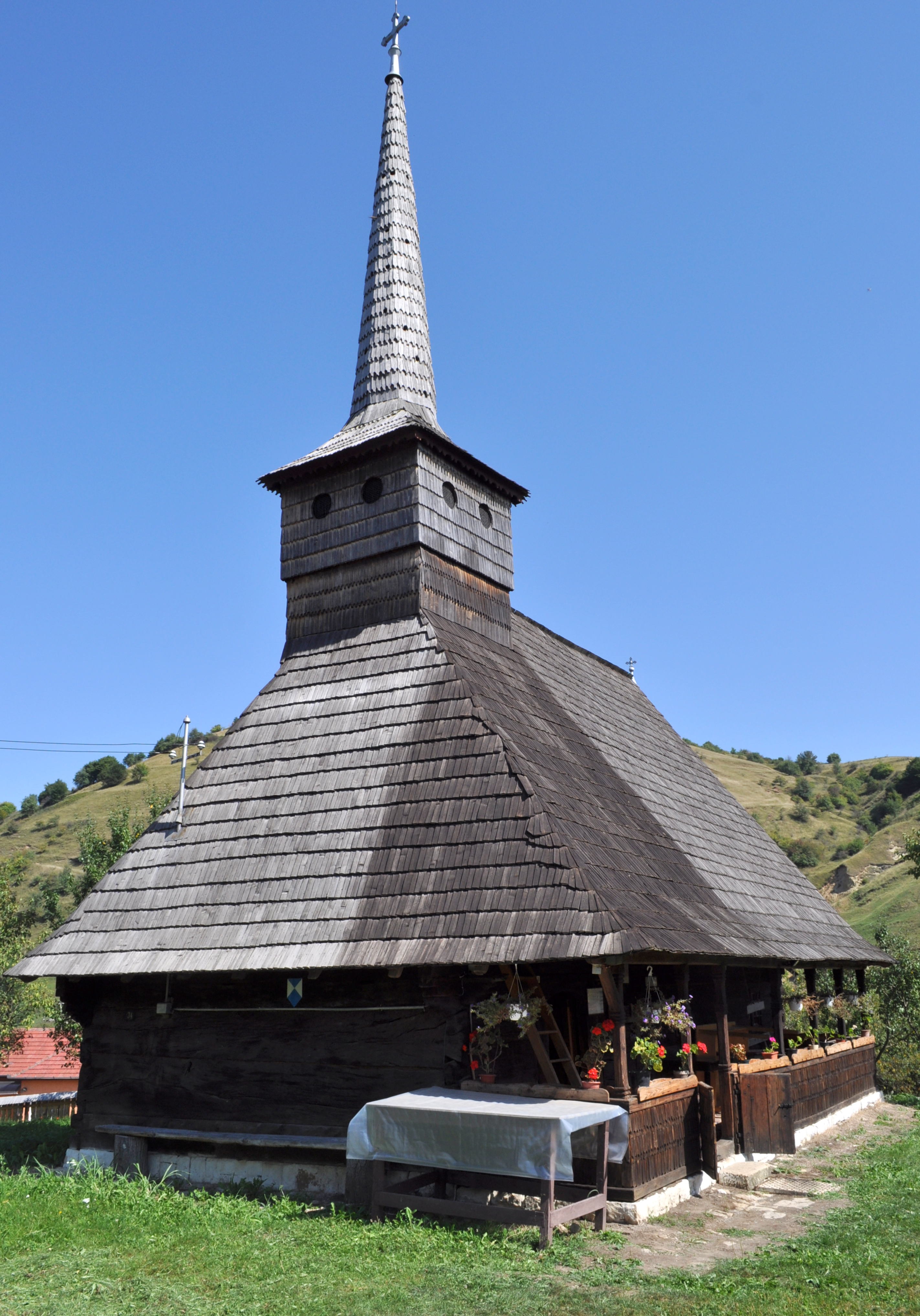
A templom

A kolozstótfalui régi görögkatolikus fatemplom egy ma is használatban lévő faépítésű, nádfedeles, műemléki védelem alatt álló görögkatolikus templom a Kolozs megyei Kolozstótfaluban (románul Tăuți). A templom védőszentjei Mihály és Gábriel arkangyalok.

## Története és leírása
A templom építésének éve ismeretlen. Feltételezések szerint a 16. századból való, a faluról talált írások 1733-ban és 1760-ban is említenek egy fatemplomot Kolozstótfaluban. Elképzelhető az is, hogy az arad megyei Kislesen készült és csak 1829-ben telepítették át ide, amikor Dimitrie Ispas és fia elkészítették a belső festését. Az oltárkép 1793-ból való.
A jelenleg fazsindellyel fedett épületet többször átalakították, egy alkalommal déli oldala mellé oszlopos mellvédes tornácot is építettek. A téglalap alaprajzú csarnokhoz a nyolcszög három oldalával záródó szentély csatlakozik. Legutóbb 1962-ben újították fel.

## Külső hivatkozások
- Biserici de lemn din Romania